# All I Need (SPYAIRの曲)
『All I Need』（オール・アイ・ニード）は、2021年7月17日にソニー・ミュージックアソシエイテッドレコーズからリリースしたSPYAIRの単独野外ライブ「JUST LIKE THIS 2021」での会場限定販売シングルである。

## 概要
前作『B-THE ONE/PRIDE OF LIONS』に続く4作目となる会場限定シングル。
本作は単独野外ライブ「JUST LIKE THIS 2021」のテーマソングとして書き下ろされた楽曲となっている。カップリングには、DJ和による『JUST LIKE THIS 2019』ライブMIXが収録される。

## 収録曲
1. All I Need
  - 単独野外ライブ「JUST LIKE THIS 2021」テーマソング
2. JUST LIKE THIS 2019↑↑Non Stop Mix by DJ和
3. All I Need (inst.)